# میرزا زین‌العابدین تبریزی
میرزا زین‌العابدین تبریزی به سال ۱۲۳۳ هجری قمری اسباب و آلات چاپ حروفی را به تبریز آورده و تحت حمایت عباس میرزا نایب‌السلطنه، حکمران آذربایجان، مطبعهٔ کوچکی به نام چاپ سنگی علمیه برقرار نمود.
رساله جهادیه تألیف میرزا عیسی قائم‌مقام به‌عنوان نخستین کتاب چاپ سربی، در سال ۱۲۳۳ قمری به استادی محمدعلی بن حاجی محمدحسین آشتیانی از شاگردان میرزا زین‌العابدین در مطبعه تبریز به‌چاپ رسیده است. رسالهٔ دیگری به نام فتح‌نامه تألیف میرزا ابوالقاسم قائم‌مقام ثانی (فرزند قائم‌مقام اول) در همان سال در مطبعه تبریز به چاپ رسید. این رساله در شرح فتوحات عباس میرزا و عهدنامه گلستان است.